# Forney (locomotive)
Pour la ville située dans le Texas, voir Forney.

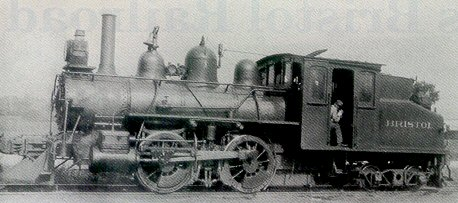
Bristol Railroad's No. 1 est une locomotive à vapeur de type Forney

Forney en Europe est un type de locomotive à vapeur dont les essieux ont la configration suivante (de l'avant vers l'arrière) : deux essieux moteurs, puis deux essieux porteurs. Le nom est dérivé de l’ingénieur américain Matthias N. Forney qui fait breveter un dessin d’une telle locomotive en 1866.

## Codification
Ce qui s'écrit :
- 0-4-4 en codification Whyte.
- 022 en codification d'Europe.
- B2 en codification allemande et italienne.
- 24 en codification turque.
- 2/4 en codification suisse.